# Cesare Baccelli
Cesare Baccelli (Lucca, 1928 – Roma, 1987) è stato uno scultore italiano.

## Biografia
Trasferitosi a Cosenza dalla natia Toscana, nella città calabrese a partire dagli anni '60 aprì il suo studio. A Cosenza egli continuò sempre a vivere e ad operare, portando inoltre avanti con passione la sua attività di maestro tra i giovani nel locale liceo artistico statale.
Ha esposto ovunque in Italia: Bari "l'approdo", Roma "l'arcobaleno", Molfetta "l'incontro"  e ancora Firenze, Modena, Montecatini, Taranto, Milano, Cosenza, Catanzaro, Latina, Castrovillari

## Premi ed onorificenze
Ha ricevuto premi a Cosenza, Pizzo - Premio Acquisto; Catanzaro - Premio del Ministero della Marina; Guardia Piemontese; Ancona; Perugia; Roma.

## Opere
Opera simbolo di Baccelli è il monumento detto "Le Colombe della Pace" a Cosenza, un tempo al centro di P.zza J.F.Kennedy ed in seguito trasferito nella nuova P.zza Giacomo Mancini. Sempre a Cosenza il "Monumento per i Caduti sul Lavoro" in P.zza Bonaventura Zumbini e il "Monumento ai cinque Scolari uccisi durante i bombardamenti della Seconda Guerra Mondiale", un tempo a P.zza Spirito Santo, poi rimosso e misteriosamente scomparso e, infine, ritrovato nel 2016. A Celico il monumento all'Abate Gioacchino. Nella sede della provincia di Cosenza, busti a Militelli, Gullo, Guarasci, medaglione a papa Leone XIII e a G. de Cardona. Nel comune di Campana vi è anche un suo gruppo scultoreo dedicato ad Aldo Moro e alle vittime della strage di via Fani.  Di Cesare Baccelli sono anche il monumento ai caduti e il bassorilievo dell'ex sala consiliare di Cropalati.

## Galleria d'immagini

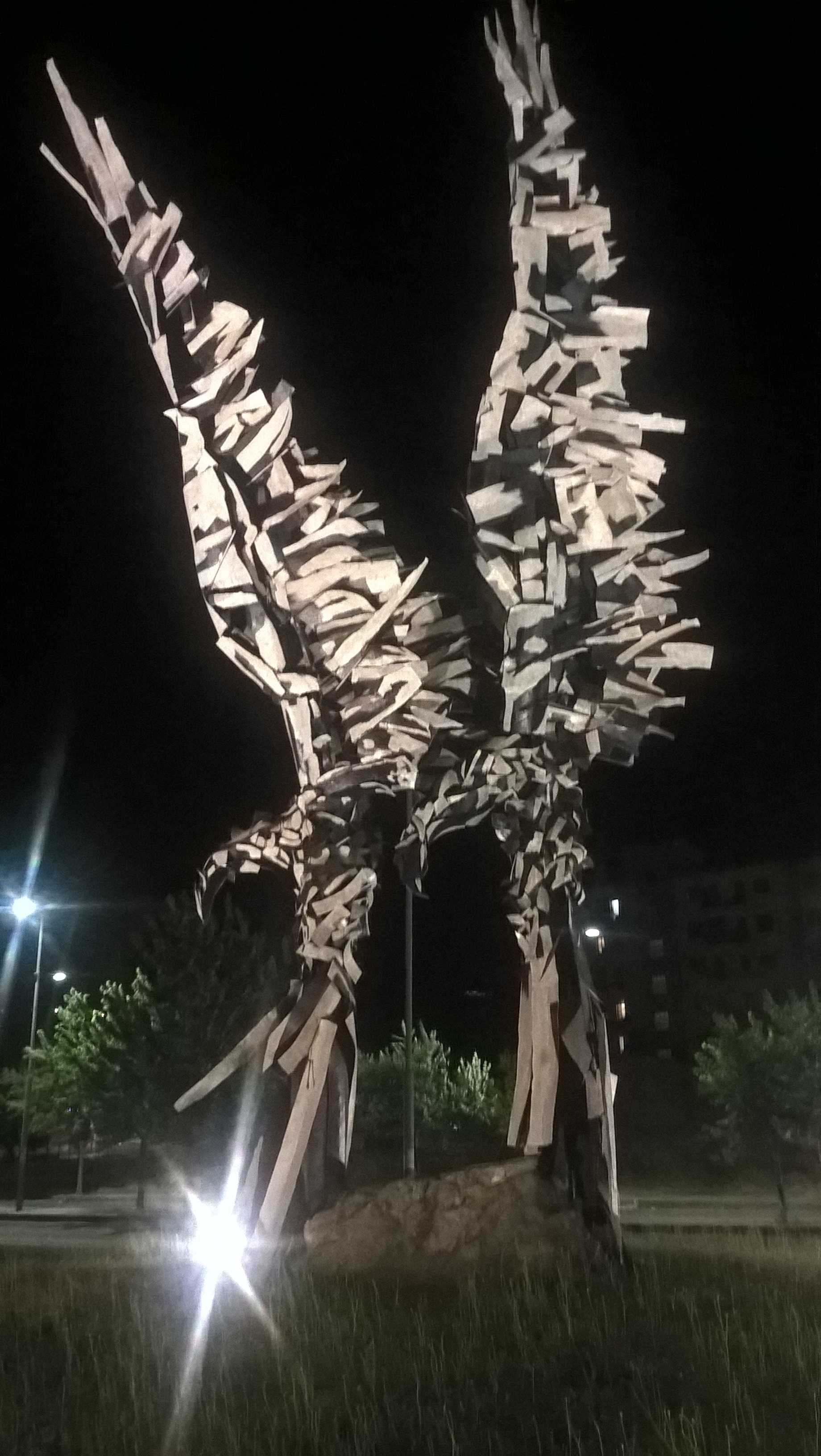
Le Colombe della Pace dette "Le Aquile di Piazza Kennedy" nella nuova collocazione in P.zza Giacomo Mancini a Cosenza.
Statua di Cesare Baccelli nel centro storico di Cosenza, trafugata nel corso del trasferimento in altra sede.

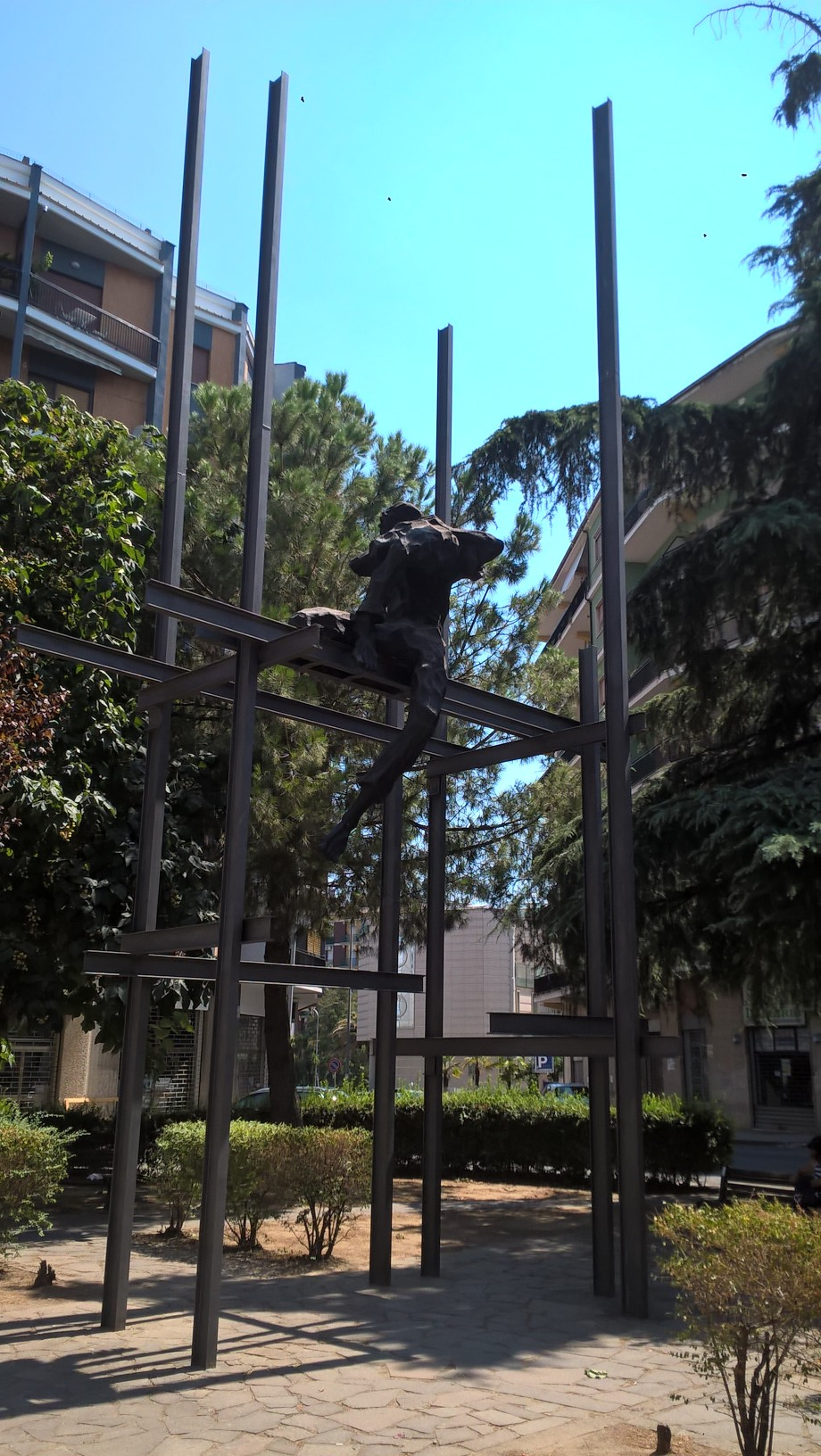

 Il Monumento ai Caduti sul Lavoro opera di Cesare Baccelli. Commissionata dal Comune di Cosenza, fu inaugurata dallo stesso Baccelli il 14 giugno 1974. La scultura è costituita da un’impalcatura di ferro (6 pilastri) e da un gruppo bronzeo raffigurante un operaio mutilato che sostiene sulle proprie spalle un compagno esanime e riverso. Si trova al centro di Piazza Bonaventura Zumbini a Cosenza. Nella stessa piccola area verde si erge un cedro dell'Himalaya quasi a proteggere con la sua ombra il monumento.